# Championnat du Lesotho de football 2013-2014
Navigation
Édition précédente Édition suivante
La saison 2013-2014 du Championnat du Lesotho de football est la quarante-cinquième édition du championnat de première division au Lesotho. Les quatorze équipes engagées sont regroupées au sein d'une poule unique où elles affrontent deux fois leurs adversaires, à domicile et à l'extérieur. En fin de saison, les deux derniers du classement sont relégués et remplacés par les deux meilleurs clubs de deuxième division.
C'est le Bantu FC qui remporte la compétition cette saison après avoir terminé en tête du classement, avec cinq points d'avance sur le tenant du titre, Lioli FC et dix sur le Linare FC. C'est le tout premier titre de champion du Lesotho de l'histoire du club.

## Participants
- Lesotho Defence Force FC
- Likhopo FC
- Joy FC
- Lesotho Correctional Services
- Matlama FC
- Linare FC
- LMPS FC
- Lioli FC
- Bantu FC
- Qoaling Highlanders
- Melele FC - Promu de D2
- Mpharane Celtics FC
- Nyenye Rovers
- Mphatlalatsane FC - Promu de D2

## Compétition

### Classement
Le classement est établi sur le barème de points classique : victoire à 3 points, match nul à 1, défaite à 0.
| Rang | Équipe                        | Pts | J  | G  | N  | P  | Bp | Bc | Diff |
| ---- | ----------------------------- | --- | -- | -- | -- | -- | -- | -- | ---- |
| 1    | Bantu FC                      | 59  | 26 | 17 | 8  | 1  | 51 | 9  | +42  |
| 2    | Lioli FC'T'C                  | 54  | 26 | 17 | 3  | 6  | 41 | 17 | +24  |
| 3    | Linare FC                     | 49  | 26 | 13 | 10 | 3  | 35 | 17 | +18  |
| 4    | Matlama FC                    | 44  | 26 | 12 | 8  | 6  | 39 | 18 | +21  |
| 5    | Lesotho Defence Force FC      | 44  | 26 | 11 | 11 | 4  | 27 | 17 | +10  |
| 6    | Likhopo FC                    | 43  | 26 | 12 | 7  | 7  | 36 | 23 | +13  |
| 7    | Lesotho Correctional Services | 41  | 26 | 11 | 8  | 7  | 25 | 15 | +10  |
| 8    | LMPS FC                       | 30  | 26 | 8  | 6  | 12 | 23 | 30 | -7   |
| 9    | Qoaling Highlanders           | 30  | 26 | 7  | 9  | 10 | 20 | 28 | -8   |
| 10   | Mpharane Celtics FC           | 28  | 26 | 8  | 4  | 14 | 30 | 58 | -28  |
| 11   | Nyenye Rovers                 | 25  | 26 | 5  | 10 | 11 | 20 | 31 | -11  |
| 12   | Mphatlalatsane FCP            | 23  | 26 | 4  | 11 | 11 | 23 | 32 | -9   |
| 13   | Melele FCP                    | 12  | 26 | 2  | 6  | 18 | 15 | 53 | -38  |
| 14   | Joy FC                        | 10  | 26 | 1  | 7  | 18 | 15 | 52 | -37  |

|  | Qualification pour la Ligue des champions de la CAF 2015                                |
|  | Relégation directe en deuxième division                                                 |
|  | T : Tenant du titre C : Vainqueur de la Coupe du Lesotho P : Promu de deuxième division |

## Bilan de la saison
| Championnat du Lesotho de football 2013-2014                        |                      |
| Champion                                                            | Bantu FC (1er titre) |
| Coupes et trophées                                                  |                      |
| Vainqueur de la Coupe du Lesotho 2013-2014                          | Lioli FC             |
| Qualifications continentales                                        |                      |
| Ligue des champions de la CAF 2015                                  | Bantu FC             |
| Coupe de la confédération 2015                                      | Aucun                |
| Promotions et relégations                                           |                      |
| Promus en Championnat du Lesotho de football                        | Qalo FC              |
| Promus en Championnat du Lesotho de football                        | FC Kick 4 Life       |
| Relégués en Championnat du Lesotho de football de deuxième division | Melele FC            |
| Relégués en Championnat du Lesotho de football de deuxième division | Joy FC               |